# Tatra 623

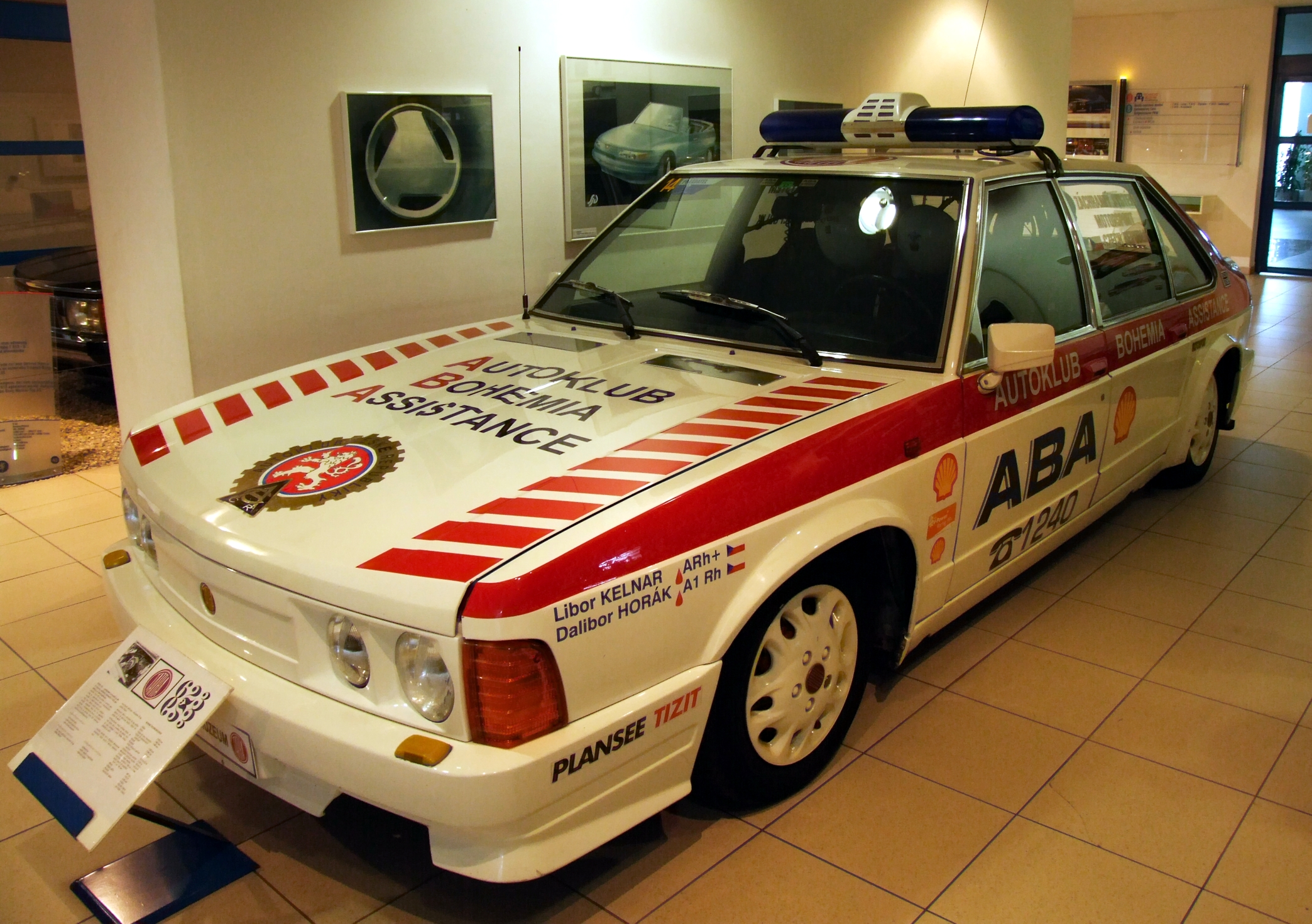
Tatra 623 in Kopřivnice

Der Tatra 623 ist ein PKW der Oberklasse von Tatra. Die viertürige Limousine mit Heckmotor entspricht im Wesentlichen dem jeweiligen Modell des Tatra 613. Sie hatte, wie der Typ 613, den luftgekühlten 3,5-Liter- und 3,8-Liter-V8-Motor und wurde ausschließlich in der Tschechoslowakei ausgeliefert, hauptsächlich an Behörden, wie die Polizei, Feuerwehr oder Rettungskräfte.
Während der Tatra 613-4 bereits 1996 vom Tatra 700 abgelöst wurde, wurde der Tatra 623 noch bis 1998 gebaut.